# Sławno
Sławno (Schlawe en alemán) es una ciudad polaca en la región de Pomerania a orillas del río Wieprza, al noroeste de Polonia. Con 12.511 habitantes (2019) es la sede administrativa de Gmina Sławno, aunque no forma parte de ella. La ciudad es también la capital del condado de Sławno en la voivodía de Pomerania Occidental desde 1999, anteriormente en la voivodía de Słupsk (1975-1998). Posee industrias de alimentación y del vidrio.
Sławno es un nudo ferroviario de la línea principal Gdańsk-Szczecin, con acceso a conexiones de importancia secundaria a Darłowo y Korzybie. También es una parada de la ruta europea E28 que discurre paralela a la costa sur del mar Báltico entre las ciudades de Koszalin y Słupsk.

## Historia

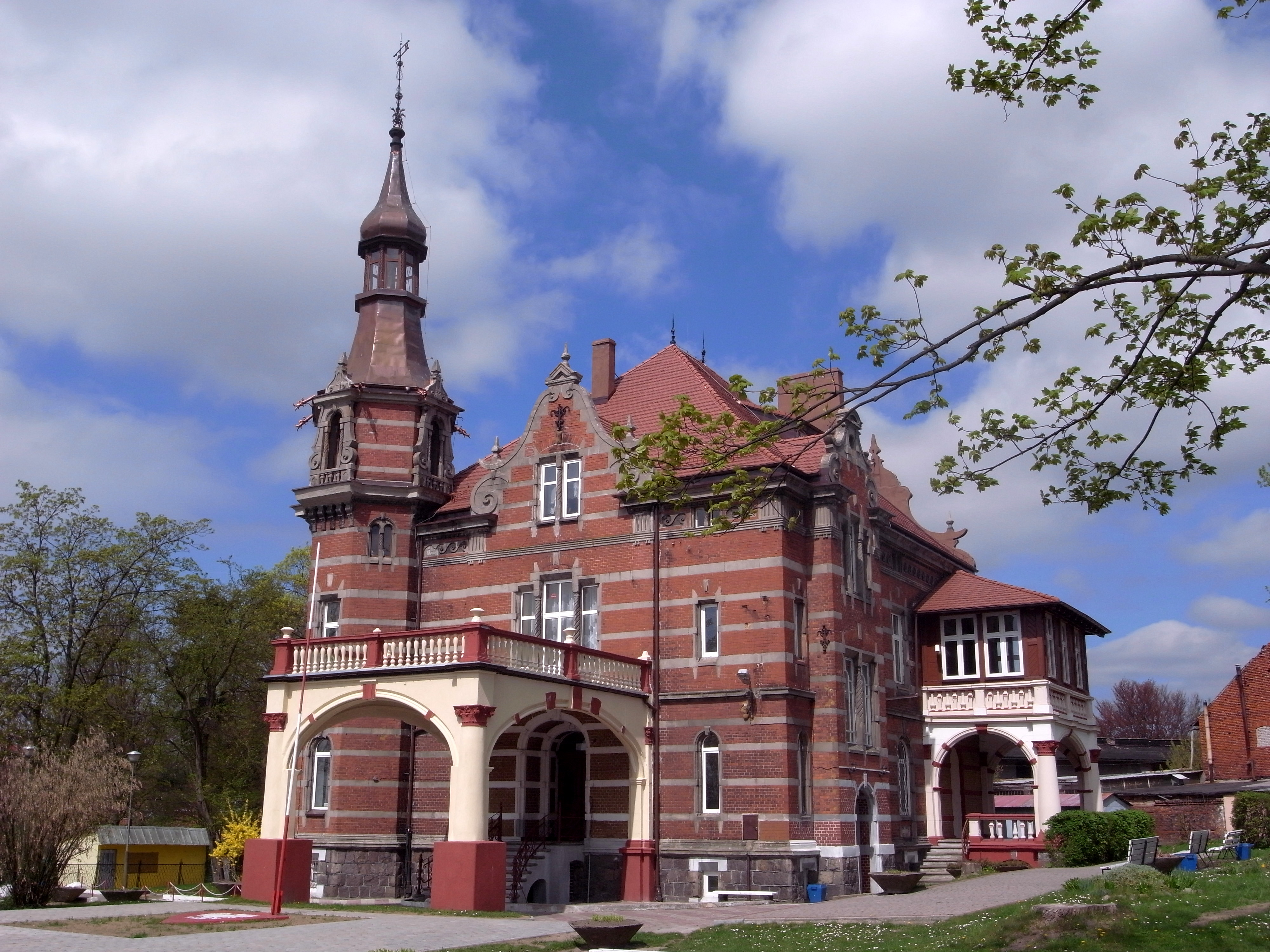
Villa Schultz.

Desde mediados del siglo XII el estado federado de Słupsk-Sławno estuvo bajo el dominio del duque Ratibor I de Pomerania y sus descendientes, una rama cadete de la dinastía de los Grifos. De 1190 a 1238 fue la capital del ducado de Pomerania-Schlawe Cuando la línea se extinguió hacia 1227, sus estados fueron objeto de un conflicto sucesorio entre el duque grifo Barnim I el Bueno y Swietopelk II de la dinastía samborida, que gobernaba los territorios adyacentes de Pomerelia (Gdańsk Pomerania) en el este. Ambos ducados se habían separado previamente de Polonia como resultado de la fragmentación de Polonia en el siglo XII. 

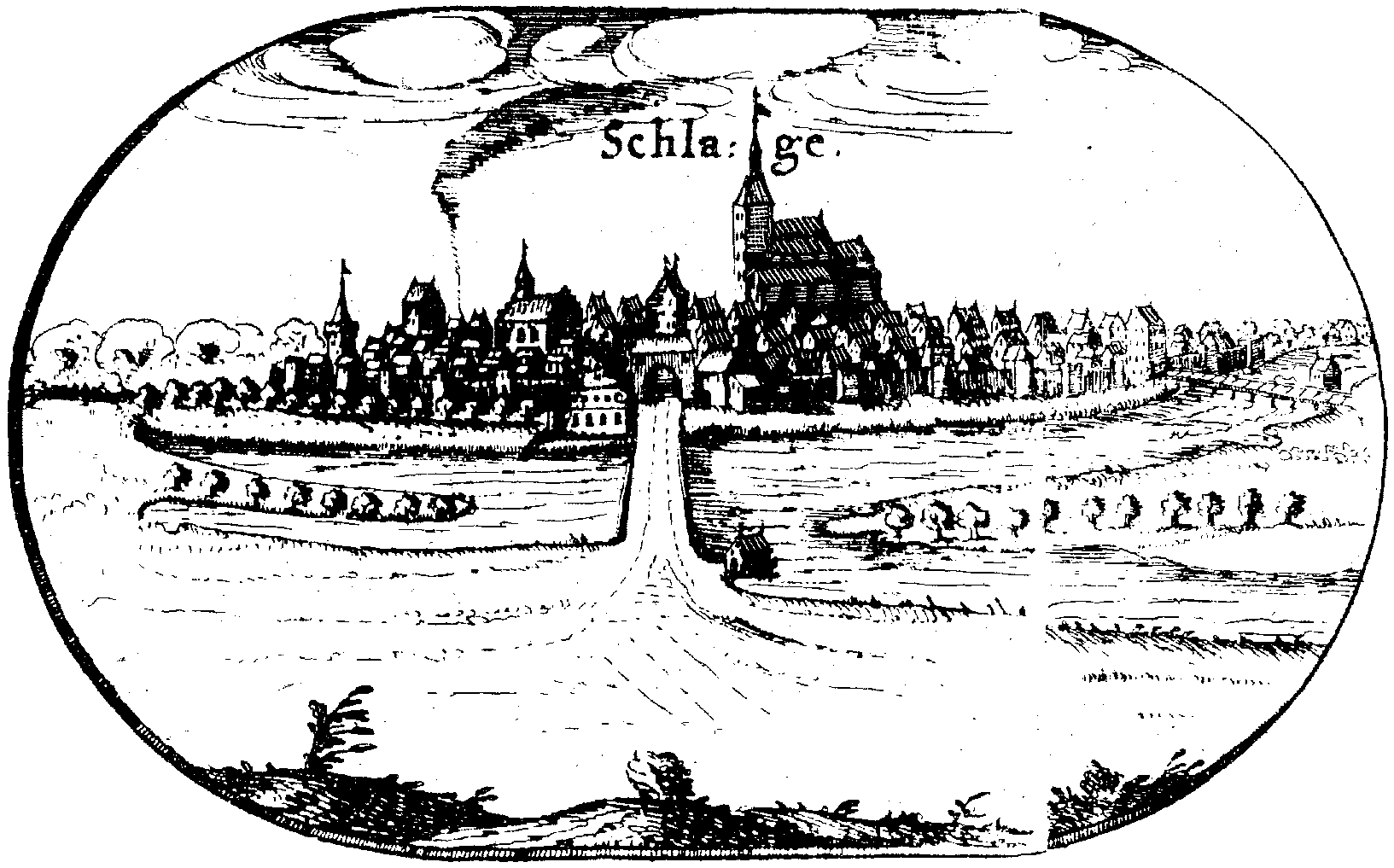
Sławno hacia 1618

Swietopelk II prevaleció, su hijo Mestwin II, duque en Pomerelia desde 1266, sin embargo tuvo que hacer frente de nuevo a las reclamaciones planteadas por los grifos de Pomerania y también por su hermano Wratislaw II. Para asegurar su gobierno, Mestwin aceptó la soberanía de los margraves ascanios de Brandeburgo por el tratado de Arnswalde de 1269, pero más tarde, en 1282, Mestwin y el duque polaco Przemysł II firmaron el tratado de 

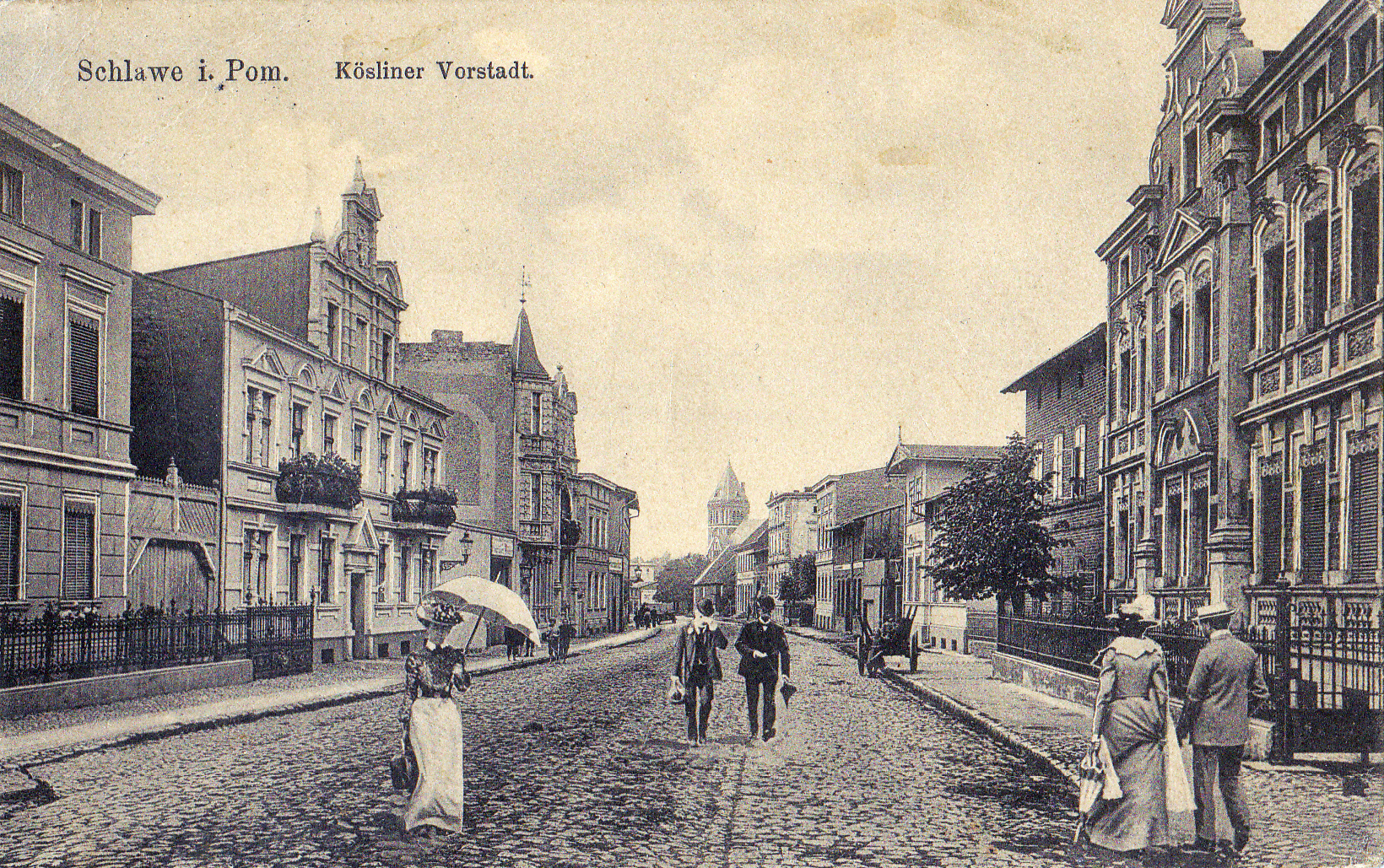
Calle Koszalińska, postal de 1912

Kępno, que transfería a Przemysł II la soberanía sobre Gdańsk Pomerania, incluyendo Sławno. A la muerte de Mestwin en 1294, los Samborides se extinguieron y Sławno se reintegró a Polonia. En 1308, Brandeburgo invadió la región y Waldemar de Ascania finalmente separó Sławno de Pomerelia, que vendió a la orden Teutónica por el Tratado de Soldin de 1309. No obstante, en 1317 perdió la ciudad a manos del duque grifo Wartislaw IV de Pomerania, por lo que Sławno siguió formando parte de los ducados pomeranos gobernados por los grifos hasta 1637. 
El duque Wartislaw IV enfeudó con Peter von Neuenburg de la familia noble Swienca con Sławno, quien en 1317 concedió al asentamiento los derechos de ciudad. La iglesia gótica de Santa María fue consagrada hacia 1360. Entre 1368 y 1478 Sławno estuvo bajo el dominio de los duques de Słupsk, vasallos del reino de Polonia. Más tarde formó parte del ducado de Pomerania, hasta su partición en el siglo XVII entre Suecia y Brandeburgo-Prusia. Devastada durante la Guerra de los Treinta Años, la ciudad fue asignada a la provincia de Pomerania de Brandemburgo por el tratado de Stettin de 1653. Sławno sufrió una gran destrucción durante la Segunda Guerra Mundial y toda su población alemana fue expulsada en 1945 y entregada a Polonia.
Arquitectura histórica de Sławno (ejemplos), desde arriba, de izquierda a derecha: Iglesia de la Asunción de María, Puerta de Słupsk, Ayuntamiento, Oficina de Correos.

## Población
- 1791: 1.682 habitantesArquitectura histórica de Sławno (ejemplos), de arriba, de izquierda a derecha: Iglesia de la Asunción de María, Puerta de Słupsk, Ayuntamiento, Correos.
- 1852: 4.382 habitantes

- 1875: 5.141 habitantes
- 1910: 6.620 habitantes
- 1939: 9.746 habitantes
- 1947: 4.800 habitantes (estimación)
- 1960: 8.600 habitantes
- 1970: 10.800 habitantes
- 1975: 11.500 habitantes
- 1980: 12.700 habitantes
- 2002: 15.000 habitantes
- 2019: 12.511 habitantes

## Personas destacadas
- Franz Mehring (1846-1919), periodista alemán, comunista y socialista revolucionario.
- Wolfgang Weber (nacido en 1944), futbolista alemán

## Ciudades hermanadas
Sławno está hermanada con:
- Cles, Italia
- Ribnitz-Damgarten, Alemania
- Rinteln, Germany
- Ząbkowice Śląskie, Polonia

Sławno es también una ciudad asociada con:
- Trento, Italia